# Хор (персонаж)
Хор (др.-греч. χορός — хоро́с) — коллективный участник древнегреческого драматического представления. Руководитель хора — корифей.

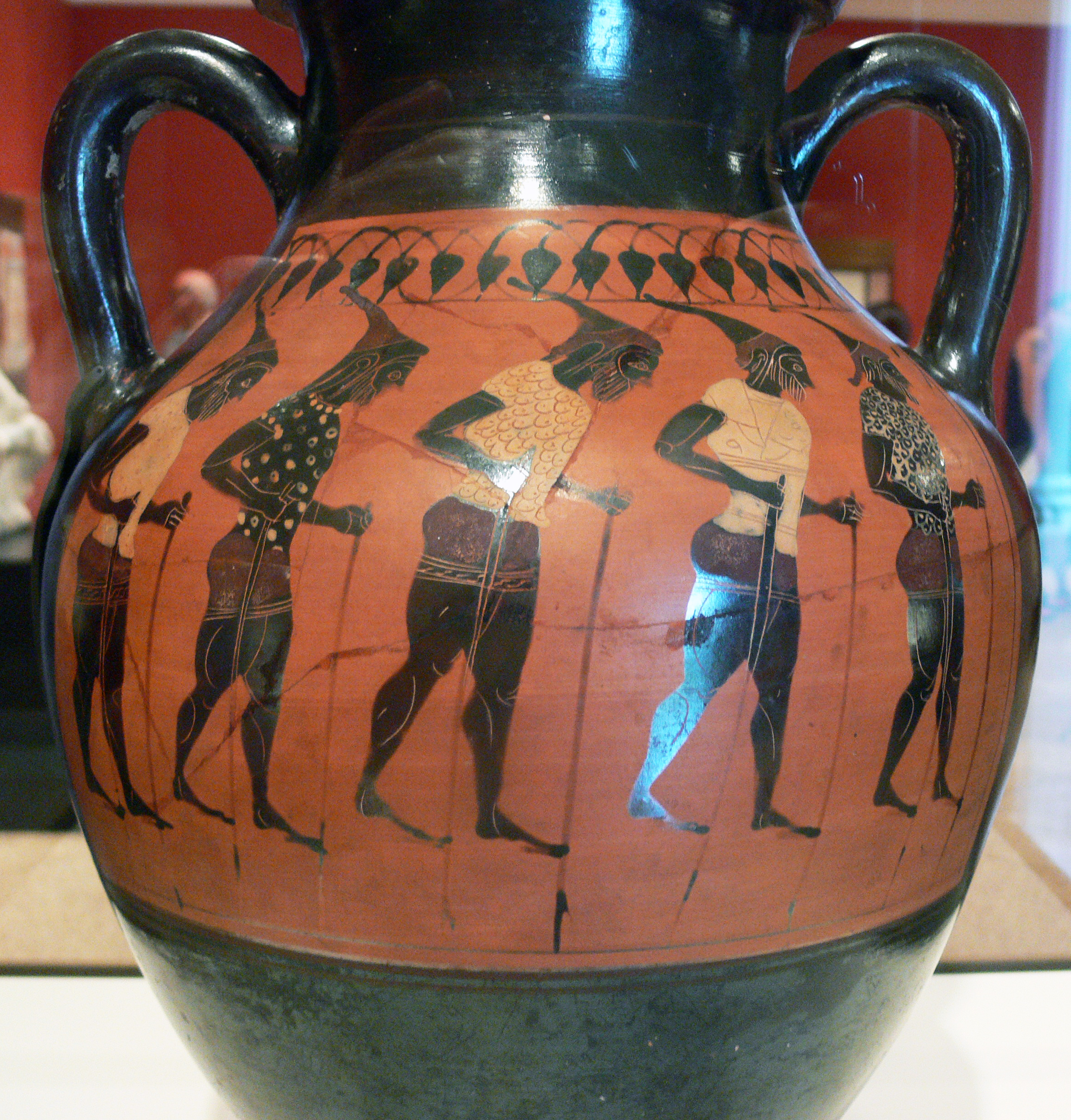
Амфора с изображением хора на ходулях

Хор оставался на сцене в течение всего представления. Он помогал автору в раскрытии смысла трагедии и душевных переживаний его героев, давал оценку их поступков с точки зрения морали. Значение хора в древнегреческом театре связано с его общенародным характером. Хор выражал отношение зрителей к происходящему на сцене, представал как глас народа (в «Персах» и «Агамемноне» Эсхила, «Антигоне» Софокла), а также выступал как действующее лицо («Молящие» и «Эвмениды» Эсхила, ранние комедии Аристофана).
Драма в Древней Греции состояла из чередования актёрских и хоровых партий. Изначально древнегреческая трагедия проходила как хоровое представление из 50 человек, поющих гимны богу Дионису. После появления актёров хор продолжал играть главную роль. В его партиях раскрывался смысл спектакля. Эсхил ввёл в действие второго актёра и уменьшил хор до 12 человек. Софокл, который добавил в действие третьего актёра, увеличил состав хора до 15 человек, но оставил за ним только роль комментатора. Состав хора, который в комедиях мог доходить до 24 человек, выбирал и оплачивал хорег — богатый гражданин Афин.
Со временем роль хора снижалась, более значимыми становились индивидуальные герои. В более поздние эпохи роль хора заменяли вставки из номеров и танцев, не связанных с сюжетом.